# فوزي المرضي
محمد فوزي محجوب المرضي (1953 - 5 مايو 2023) هو لاعب ومدرب كرة قدم سوداني سابق. بدأ مسيرته مع نادي النصر الأمدرماني ولعب معه لثلاث مواسم، ثم انتقل بعدها إلى الهلال.

## الإنجازات

### مع الهلال
- دوري السودان (1): 1973.
- كأس السودان (1): 1977.

## وفاته
في 5 مايو 2023 توفي فوزي في مستشفى النو بمدينة أم درمان إثر علة لم تمهله طويلاً، وذلك بعد أيام من وفاة ابنته الطبيبة آلاء المرضي بمقذوف ناري نتاج الاشتباكات التي دارت بين القوات المسلحة السودانية وقوات الدعم السريع. وأصدر نادي الهلال بياناً ينعي فيه فوزي المرضي عبر منصاته الرسمية.